# Tumulus de Dunns Pond

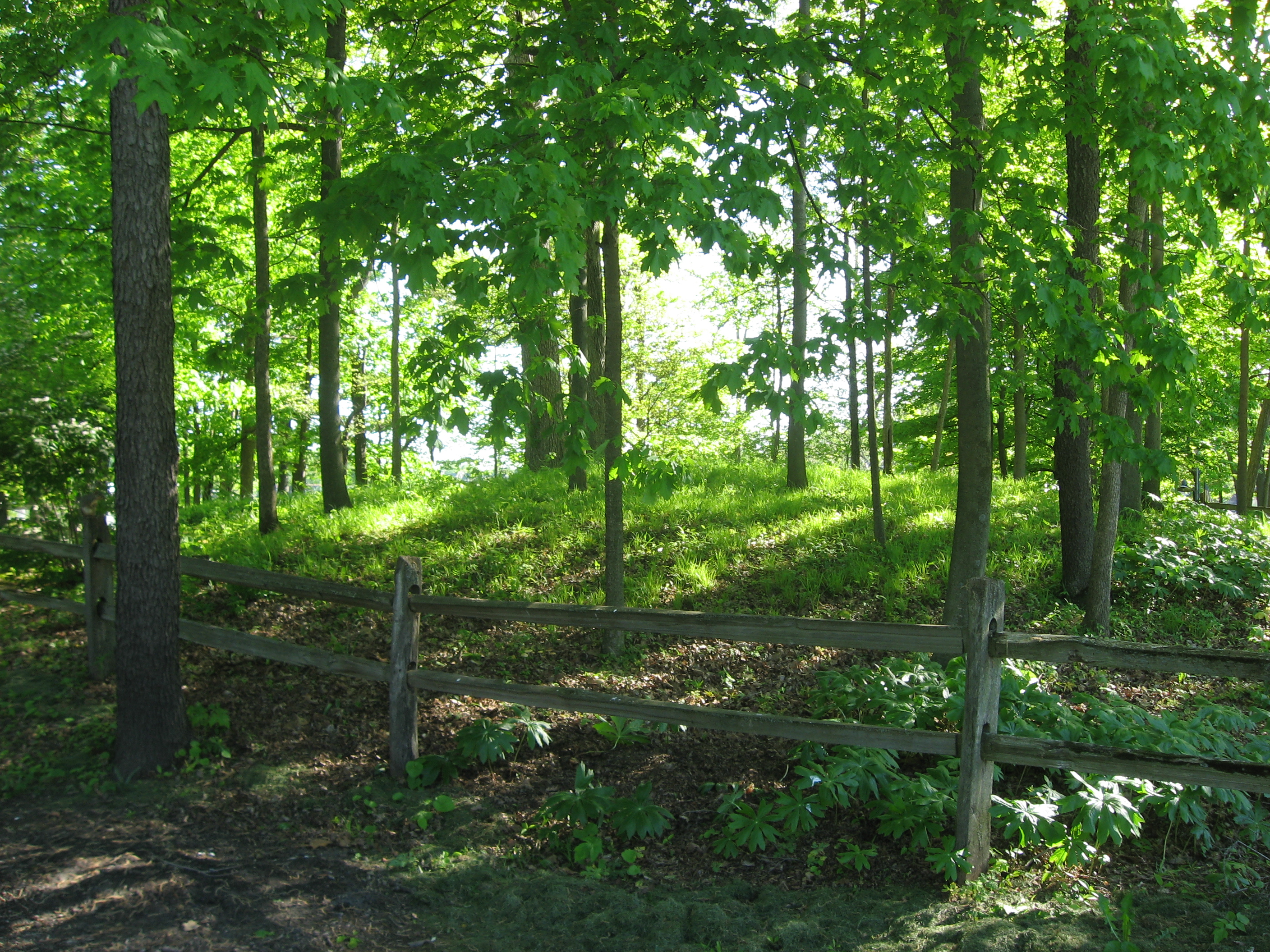
Le tumulus de Dunns Pond en 2009.

Le tumulus de Dunns Pond (Dunns Pond Mound) est un tumulus amérindien précolombien situé près de Huntsville dans le nord-est du comté de Logan, dans l'Ohio, aux États-Unis.
Il est rattaché à la culture Hopewell, et date d'entre 300 av. J.-C. et 600 apr. J.-C. Il faisait partie d'un plus vaste ensemble de tumulus. Son utilisation comme lieu de sépulture a continué après la fin de la période de Hopewell. Son site, comprenant un bon nombre de tumulus voisins, est considéré comme le site archéologique le plus important du comté.
Ce tumulus est inscrit en 1974 au Registre national des lieux historiques pour son intérêt archéologique potentiel. Non encore fouillé, il est susceptible de fournir des informations sur l'histoire des peuples autochtones.

## Histoire et description
Le tumulus de Dunns Pond est situé près de Huntsville dans l'Ohio. Il se trouve au bord de l'angle sud-est du lac Indien dans le canton de Washington. En janvier 1974, ce monticule est inscrit au Registre national des lieux historiques en tant que site archéologique potentiel. Son importance tient en majeure partie à son utilisation comme lieu de sépulture pendant près de neuf siècles.
D'autres vestiges autochtones sont situés à proximité. Une étude de 1914 a mis en évidence quinze monticules sur le côté sud-est du lac Indien et a caractérisé ce groupe « remarquable » de monticules comme le principal site archéologique du comté de Logan. Quatre autres monticules dans le canton de Washington, qui n'ont pas été inclus dans l'enquête de 1914, sont situés sur l'île de Lake Ridge, à une faible distance au nord de Dunns Pond. Ces monticules, les Tumulus de l'île de Lake Ridge, ont été inscrits au registre le même jour que l'étang de Dunns.
Le tumulus de Dunns Pond a été construit par les peuples autochtones de la culture Hopewell, vraisemblablement au cours de la période allant de 300 av. J.-C. à 600 apr. J.-C. Alors qu'une vingtaine de monticules ou tumulus ont été repérés et examinés autour du sud-est du lac Indien à l'époque moderne, il est probable que beaucoup d'autres existaient autrefois dans cette zone.
Lorsque la rivière Miami a été aménagée en 1860 en l'endiguant pour faciliter le trafic du canal, le lac Indien est devenu beaucoup plus vaste que ses limites naturelles. Des terres agricoles se sont retrouvées dans le lac et les petites collines sont devenues des îles. Le tumulus s'est retrouvé près du rivage, et une petite baie du lac immédiatement au sud du monticule a été appelée Dunns Pond. Par conséquent, si des villages ou des monticules existaient au nord-ouest du tumulus de Dunns Pond, ils ont été submergés par le niveau actuel du lac.
Après l'expansion du lac Indian, le tumulus de Dunns Pond Mound est resté longtemps méconnu. Pendant de nombreuses décennies, il était entouré par la forêt. La seule activité humaine dans les environs était sur un sentier pour les bicyclettes et les motoneiges, qui passait au-dessus du monticule. Des fouilles archéologiques ont été tentées au début des années 1940, mais ont été rapidement arrêtées sans avoir fait aucune découverte significative. Cependant, le tumulus a continué de susciter l'attention des archéologues et en 1974, il a été inscrit au Registre national des lieux historiques pour sa préservation, parce qu'il est susceptible de fournir des informations sur l'histoire des peuples autochtones. Alors que le monticule a probablement été construit comme un tumulus funéraire pour les rites funéraires liés aux traditions de la culture de Hopewell, les peuples plus tardifs de la forêt ont cependant continué d'utiliser ce monticule comme lieu de sépulture.
L'intérêt du public pour ce tumulus a augmenté au cours du XXe siècle. Dans la première moitié du XXe siècle, les scouts locaux ont proposé de défricher le monticule de ses broussailles dans le cadre d'un projet de conservation, bien que l'objection du propriétaire ait empêché la réalisation de ce projet. Le développement croissant autour de l'Indian Lake a entraîné la création d'une petite communauté autour de Dunns Pond, appelée Moundwood. Le monticule est situé à côté de cette nouvelle communauté. L'accès au monticule lui-même n'est plus facilement possible. Le sentier a été condamné et une barrière protectrice a été établie autour du monticule.

## Sources
- (en) Cet article est partiellement ou en totalité issu de l’article de Wikipédia en anglais intitulé « Dunns Pond Mound » (voir la liste des auteurs)..